# Clanculus thomasi
Clanculus thomasi is een slakkensoort uit de familie van de Trochidae. De wetenschappelijke naam van de soort is voor het eerst geldig gepubliceerd in 1862 door Crosse.